# Dominik Kohr
Dominik Kohr (* 31. Januar 1994 in Trier) ist ein deutscher Fußballspieler. Der defensive Mittelfeldspieler ist ehemaliger Juniorennationalspieler und steht beim 1. FSV Mainz 05 unter Vertrag.

## Karriere

### Vereine
Kohr stammt aus dem Trierer Ortsteil Quint und begann 2000 beim TuS Issel, einem Stadtteilverein aus Schweich aus dem Landkreis Trier-Saarburg, mit dem Fußballspielen. Im Jahr 2008 gelangte der 14-jährige in die Jugendabteilung von Bayer 04 Leverkusen. Als A-Jugendlicher nahm er im Januar 2012 am Trainingslager der Profi-Mannschaft teil und debütierte am 21. April 2012 (32. Spieltag) beim 1:0-Sieg in der Bundesliga im Auswärtsspiel gegen die TSG 1899 Hoffenheim, als er in der 89. Minute für André Schürrle eingewechselt wurde.
Am 13. Januar 2014 wurde Kohr bis zum 30. Juni 2015 an den FC Augsburg ausgeliehen. Nachdem er lange Zeit nur eine Reservistenrolle beim FC Augsburg erfüllt hatte, erzielte er am 7. März 2015 beim 1:0-Sieg gegen den VfL Wolfsburg sein erstes Bundesligator. Zur Saison 2015/16 wurde Kohr schließlich fest verpflichtet und mit einem bis zum 30. Juni 2019 laufenden Vertrag ausgestattet.
Am 12. April 2017 gab Bayer 04 Leverkusen die Rückverpflichtung Kohrs ab der Saison 2017/18 bekannt. Der Verein nutzte dabei eine vertraglich vereinbarte Rückkaufoption. In seiner ersten Saison pendelte Dominik Kohr zwischen Stammelf und Ersatzbank, kam allerdings regelmäßig zum Einsatz. Dabei qualifizierte er sich mit Bayer 04 Leverkusen für die UEFA Europa League, in der die Leverkusener in der Zwischenrunde gegen den FK Krasnodar ausschieden. In der zweiten Saison kam Kohr bei den Leverkusenern nur unregelmäßig zum Einsatz. Anfang Juli 2019 wechselte der gebürtige Trierer zum Leverkusener Ligakonkurrenten Eintracht Frankfurt.
Mitte Januar 2021 wurde Kohr bis zum Ende der Saison 2020/21 an den 1. FSV Mainz 05 verliehen. Dort kam er in allen Pflichtspielen zum Einsatz und hielt mit den Mainzern die Klasse. Zur Saison 2021/22 wurde sein Leihvertrag um ein Jahr verlängert. Zur Saison 2022/23 verpflichteten die Mainzer ihn schließlich fest; Kohr unterschrieb im Mai 2022 – noch vor Ende der laufenden Saison – einen Vertrag mit einer Laufzeit bis zum 30. Juni 2026. Kohr blieb auch nach seiner festen Verpflichtung Stammspieler bei Mainz. Er erhielt in der Bundesliga-Saison 2023/2024 13 gelbe Karten und damit mehr als jeder andere Spieler.
In der Saison 2024/25 erhielt er zur Winterpause ebenfalls die meisten gelben Karten.

### Nationalmannschaft
Sein Debüt im Nationaltrikot gab Kohr am 12. Dezember 2011 im Rahmen des Vier-Nationen-Turniers in Petach Tikwa, bei der 1:2-Niederlage der U18-Nationalmannschaft gegen die Israels. Nach drei Turnierspielen kam Kohr zu fünf weiteren Einsätzen für die U18-Auswahlmannschaft. Nachdem er in der Folge zwölf Länderspiele für die U19-Nationalmannschaft bestritten und ein Tor erzielt hatte, rückte er in die U20-Nationalmannschaft auf, für die er am 19. November 2013 in Łęczna beim 1:0-Sieg gegen die Auswahl Polens debütierte. 2017 gewann er mit der U21-Nationalmannschaft die U21-Europameisterschaft, eingewechselt wurde er dabei im Halbfinale gegen England und im Finale gegen Spanien, welches 1:0 (1:0) für Deutschland endete.

## Erfolge und Auszeichnungen
- Fritz-Walter-Medaille in Bronze: 2012 (U18) und 2013 (U19)
- U21-Europameister: 2017

## Persönliches
Kohr ist der Sohn des ehemaligen Bundesligaspielers Harald Kohr. Seine Schwester Karoline (* 1996) ist ebenfalls Profifußballerin. Er absolvierte bei Bayer 04 Leverkusen eine Ausbildung zum Sport- und Fitnesskaufmann. Am 27. Dezember 2018 heiratete Kohr seine langjährige Freundin in Trier.